# Division IB du Championnat du monde féminin de hockey sur glace 2017
Navigation
Division IB 2016 Division IB 2018
Le tournoi de la Division IB du Championnat du monde féminin de hockey sur glace 2017 se déroule à Katowice en Pologne du 8 au 14 avril 2017.

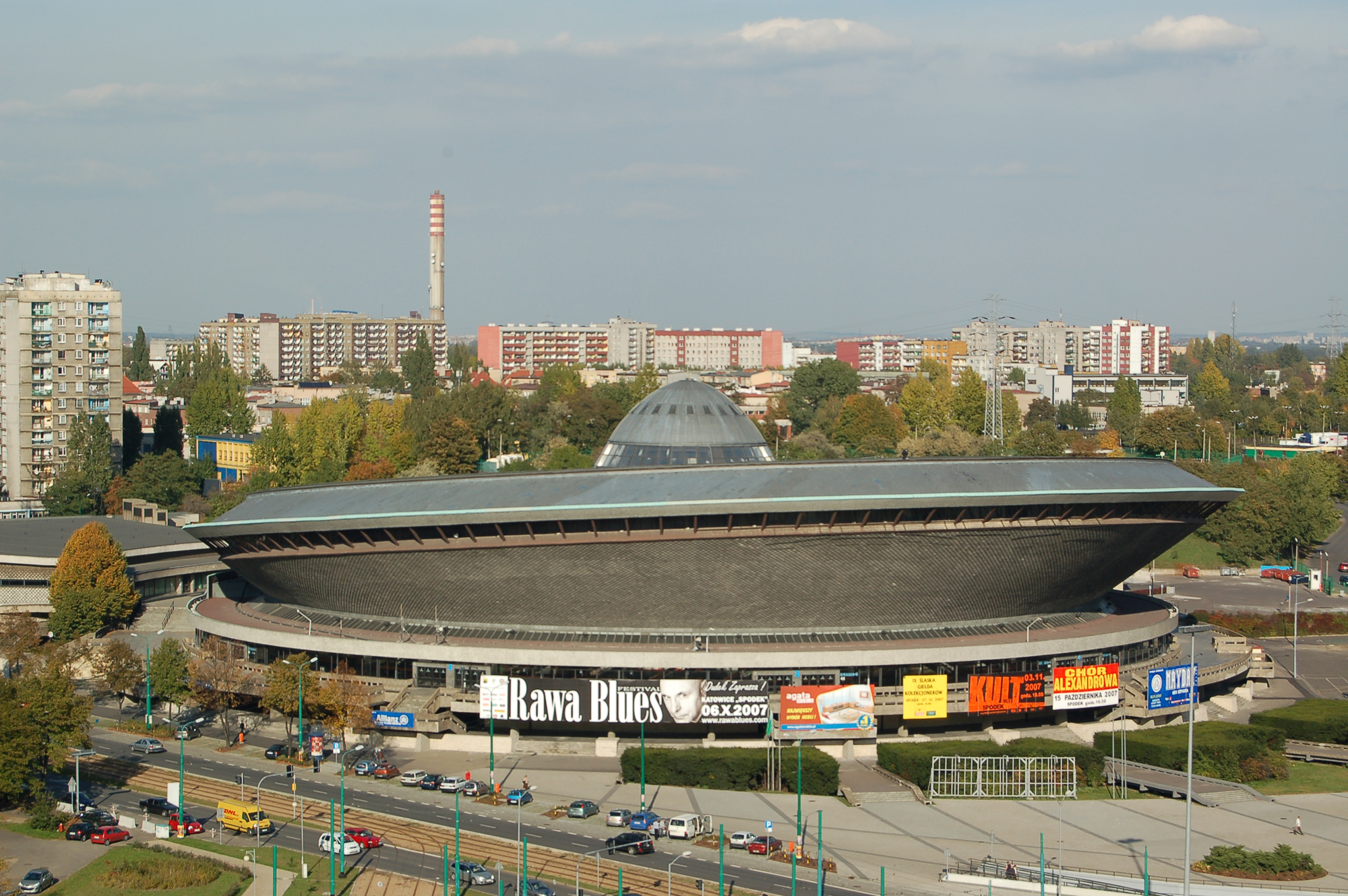
Vue du Spodek.

| \| Localisation de Katowice en Pologne \| Localisation de Katowice en Pologne |
| Localisation de Katowice en Pologne                                           |

## Format de la compétition
Le Championnat du monde féminin de hockey sur glace est un ensemble de plusieurs tournois regroupant les nations en fonction de leur niveau. Les meilleures équipes disputent le titre dans la Division Élite.
Les 8 équipes de la Division Élite sont réparties en deux groupes de 4 : les mieux classées dans le groupe A et les autres dans le groupe B. Chaque groupe est disputé sous la forme d'un championnat à matches simples. Les 2 premiers du groupe A sont qualifiés d'office pour les demi-finales. Les 2 derniers du groupe A et les 2 premiers du groupe B s'affrontent lors de quarts de finale croisés. Les 2 derniers du groupe B participent au tour de relégation qui détermine l'équipe qui sera reléguée en Division IA lors de l'édition de 2018.
Pour les autres divisions qui comptent 6 équipes (sauf le groupe de Qualification pour la Division IIB qui en compte 5), les équipes s’affrontent entre elles et, à l'issue de cette compétition, le premier est promu dans la division supérieure et le dernier est relégué dans la division inférieure.
Lors des phases de poule, les points sont attribués ainsi :
- 3 points pour une victoire dans le temps réglementaire ;
- 2 points pour une victoire en prolongation ou aux tirs de fusillade ;
- 1 point pour une défaite en prolongation ou aux tirs de fusillade ;
- 0 point pour une défaite dans le temps réglementaire.

## Matches
| 8 avril 2017 | Italie | 1-4 (0-2, 1-1, 0-1) | Lituanie | Spodek 65 spectateurs |

| Feuille de match | Feuille de match                               | Feuille de match    | Feuille de match | Feuille de match                                                            |
| ---------------- | ---------------------------------------------- | ------------------- | --- | --------------------------------------------------------------------------- |
|                  | - Gius (Mistrotofolo, Stocker) — 32 min 42 s - | 0-1 0-2 1-2 1-3 1-4 | Miljone (Kublina) — 33 s Miljone (Ag. Apsīte, Dekmeijere-Trigubova) — 15 min 2 s - Lagzdiņa (Ai. Apsīte) — 37 min 7 s Miljone (Kublina) — 59 min 59 s (CV) | Arbitrage : Ulrike Winklmayr Juges de lignes : Marine Ninant Daniela Kiefer |
| Klotz            | Gardiens                                       | K. Apsīte           | | Arbitrage : Ulrike Winklmayr Juges de lignes : Marine Ninant Daniela Kiefer |
| 6 min            | Pénalités                                      | 8 min               | | Arbitrage : Ulrike Winklmayr Juges de lignes : Marine Ninant Daniela Kiefer |
| 53               | Tirs                                           | 24                  | | Arbitrage : Ulrike Winklmayr Juges de lignes : Marine Ninant Daniela Kiefer |

| 8 avril 2017 | Chine | 2-0 (1-0, 0-0, 1-0) | Kazakhstan | Spodek 85 spectateurs |

| Feuille de match | Feuille de match                                                   | Feuille de match | Feuille de match | Feuille de match                                                             |
| ---------------- | ------------------------------------------------------------------ | ---------------- | ---------------- | ---------------------------------------------------------------------------- |
|                  | Zhang M. (Kong) — 2 min 15 s (IN) Fang (Zhao) — 59 min 57 s (2 SN) | 1-0 2-0          | -                | Arbitrage : Ainslie Gardner Juges de lignes : Joanna Pobozniak Jenna Puhakka |
| Wang             | Gardiens                                                           | Dmitrieva        |                  | Arbitrage : Ainslie Gardner Juges de lignes : Joanna Pobozniak Jenna Puhakka |
| 8 min            | Pénalités                                                          | 6 min            |                  | Arbitrage : Ainslie Gardner Juges de lignes : Joanna Pobozniak Jenna Puhakka |
| 26               | Tirs                                                               | 26               |                  | Arbitrage : Ainslie Gardner Juges de lignes : Joanna Pobozniak Jenna Puhakka |

| 8 avril 2017 | Pologne | 2-7 (0-1, 2-4, 0-2) | Slovaquie | Spodek 850 spectateurs |

| Feuille de match | Feuille de match                                                | Feuille de match                    | Feuille de match | Feuille de match                                                         |
| ---------------- | --------------------------------------------------------------- | ----------------------------------- | --- | ------------------------------------------------------------------------ |
|                  | - Chrapek (Późniewska) — 22 min 50 s (2 SN) - Sopata — 36 min - | 0–1 0–2 1–2 1–3 1–4 2–4 2–5 2–6 2–7 | Obercianová (Kežmarská, Korenková) — 8 min 31 s Čupková (Klimášová) — 20 min 40 s (SN) - Zálešaková (Košecká) — 26 min 8 s Čupková (Kapustová) — 28 min 29 s - Rumanová (Maskaľová) — 38 min 16 s Čupková (Kapustová, Ihnaťová) — 52 min 24 s Ihnaťová (Kapustová, Čupková) — 55 min 54 s (SN) | Arbitrage : Maria Füchsel Juges de lignes : Diana Mokhova Sueva Torribio |
| Sass             | Gardiens                                                        | Kiapešová                           | | Arbitrage : Maria Füchsel Juges de lignes : Diana Mokhova Sueva Torribio |
| 10 min           | Pénalités                                                       | 10 min                              | | Arbitrage : Maria Füchsel Juges de lignes : Diana Mokhova Sueva Torribio |
| 21               | Tirs                                                            | 49                                  | | Arbitrage : Maria Füchsel Juges de lignes : Diana Mokhova Sueva Torribio |

| 9 avril 2017 | Lituanie | 3-2 (1-0, 1-2, 1-0) | Chine | Spodek 87 spectateurs |

| Feuille de match | Feuille de match | Feuille de match    | Feuille de match                                            | Feuille de match                                                           |
| ---------------- | --- | ------------------- | ----------------------------------------------------------- | -------------------------------------------------------------------------- |
|                  | Miljone (Mihejenko) — 39 s - Mihejenko (Dekmeijere-Trigubova, Miljone) — 37 min 9 s Pētersone (Miljone, Dekmeijere-Trigubova) — 58 min 21 s (SN) | 1–0 1–1 1–2 2–2 3–2 | - Fang (He X.) — 21 min 9 s Tian (Fang, Lyu) — 30 min 6 s - | Arbitrage : Meghan Mallette Juges de lignes : Marine Dinant Sueva Torribio |
| K. Apsīte        | Gardiens | Wang                |                                                             | Arbitrage : Meghan Mallette Juges de lignes : Marine Dinant Sueva Torribio |
| 10 min           | Pénalités | 6 min               |                                                             | Arbitrage : Meghan Mallette Juges de lignes : Marine Dinant Sueva Torribio |
| 10               | Tirs | 32                  |                                                             | Arbitrage : Meghan Mallette Juges de lignes : Marine Dinant Sueva Torribio |

| 9 avril 2017 | Slovaquie | 3-2 (3-1, 0-0, 0-1) | Italie | Spodek 121 spectateurs |

| Feuille de match | Feuille de match                                                                                             | Feuille de match    | Feuille de match                                                             | Feuille de match                                                                |
| ---------------- | --- | ------------------- | ---------------------------------------------------------------------------- | ------------------------------------------------------------------------------- |
|                  | Obercianová (Vargová) — 1 min 8 s Ištocyová (Kežmarská) — 4 min 50 s (SN) Klimešová (Ihnaťová) — 6 min 9 s - | 1-0 2-0 3-0 3-1 3-2 | - Dalprà (Furlani, Gius) — 10 min 25 s Dalprà (Furlani) — 46 min 57 s (2 SN) | Arbitrage : Ainslie Gardner Juges de lignes : Trine Phillipsen Joanna Pobożniak |
| Kiapešová        | Gardiens | Mazzocchi           |                                                                              | Arbitrage : Ainslie Gardner Juges de lignes : Trine Phillipsen Joanna Pobożniak |
| 16 min           | Pénalités | 12 min              |                                                                              | Arbitrage : Ainslie Gardner Juges de lignes : Trine Phillipsen Joanna Pobożniak |
| 23               | Tirs | 24                  |                                                                              | Arbitrage : Ainslie Gardner Juges de lignes : Trine Phillipsen Joanna Pobożniak |

| 9 avril 2017 | Kazakhstan | 3-4 (TB) (2-1, 0-2, 1-0, 0-0, 0-1) | Pologne | Spodek 851 spectateurs |

| Feuille de match | Feuille de match                                                           | Feuille de match            | Feuille de match | Feuille de match                                                            |
| ---------------- | -------------------------------------------------------------------------- | --------------------------- | --- | --------------------------------------------------------------------------- |
|                  | Likhaus — 6 min 1 s Fux (Ryspek) — 11 min 6 s - Fux (Ryspek) — 46 min 32 s | 1-0 2-0 2-1 2-2 2-3 3-3 3-4 | - Wieczorek (Frąckowiak, Bigos) — 11 min 44 s Czaplik (Późniewska) — 24 min 39 s Bigos (Późniewska) — 28 min 59 s - Wieczorek — 65 min (TB) | Arbitrage : Ulrike Winklmayr Juges de lignes : Daniela Kiefer Jenna Puhakka |
| Raushanova       | Gardiens                                                                   | Sass                        | | Arbitrage : Ulrike Winklmayr Juges de lignes : Daniela Kiefer Jenna Puhakka |
| 8 min            | Pénalités                                                                  | 14 min                      | | Arbitrage : Ulrike Winklmayr Juges de lignes : Daniela Kiefer Jenna Puhakka |
| 19               | Tirs                                                                       | 15                          | | Arbitrage : Ulrike Winklmayr Juges de lignes : Daniela Kiefer Jenna Puhakka |

| 11 avril 2017 | Slovaquie | 2-1 (2-0, 0-0, 0-1) | Chine | Spodek 134 spectateurs |

| Feuille de match | Feuille de match                                                              | Feuille de match | Feuille de match                         | Feuille de match                                                          |
| ---------------- | ----------------------------------------------------------------------------- | ---------------- | ---------------------------------------- | ------------------------------------------------------------------------- |
|                  | Čupková (Ištocyová) — 10 min 25 s (SN) Čupková (Ihnaťová) — 17 min 1 s (IN) - | 1-0 2-0 2-1      | - Zhang M. (Yu, Fang) — 49 min 57 s (SN) | Arbitrage : Maria Füchsel Juges de lignes : Daniela Kiefer Sueva Torribio |
| Kiapešová        | Gardiens                                                                      | Wang             |                                          | Arbitrage : Maria Füchsel Juges de lignes : Daniela Kiefer Sueva Torribio |
| 6 min            | Pénalités                                                                     | 4 min            |                                          | Arbitrage : Maria Füchsel Juges de lignes : Daniela Kiefer Sueva Torribio |
| 34               | Tirs                                                                          | 17               |                                          | Arbitrage : Maria Füchsel Juges de lignes : Daniela Kiefer Sueva Torribio |

| 11 avril 2017 | Lituanie | 1-2 (0-0, 1-0, 0-2) | Kazakhstan | Spodek 50 spectateurs |

| Feuille de match | Feuille de match                    | Feuille de match | Feuille de match                                                                | Feuille de match                                                             |
| ---------------- | ----------------------------------- | ---------------- | ------------------------------------------------------------------------------- | ---------------------------------------------------------------------------- |
|                  | Pētersone (Miljone) — 24 min 49 s - | 1-0 1-1 1-2      | - Shegebayeva (Felzink) — 50 min 38 s Nurgalieva (Likhaus) — 58 min 52 s (2 SN) | Arbitrage : Ainslie Gardner Juges de lignes : Diana Mokhova Joanna Pobożniak |
| K. Apsīte        | Gardiens                            | Dmitrieva        |                                                                                 | Arbitrage : Ainslie Gardner Juges de lignes : Diana Mokhova Joanna Pobożniak |
| 10 min           | Pénalités                           | 14 min           |                                                                                 | Arbitrage : Ainslie Gardner Juges de lignes : Diana Mokhova Joanna Pobożniak |
| 24               | Tirs                                | 18               |                                                                                 | Arbitrage : Ainslie Gardner Juges de lignes : Diana Mokhova Joanna Pobożniak |

| 11 avril 2017 | Pologne | 1-3 (0-2, 0-1, 1-0) | Italie | Spodek 680 spectateurs |

| Feuille de match                       | Feuille de match                      | Feuille de match | Feuille de match                                                                                 | Feuille de match                                                             |
| -------------------------------------- | ------------------------------------- | ---------------- | ------------------------------------------------------------------------------------------------ | ---------------------------------------------------------------------------- |
|                                        | - Frąckowiak (Wieczorek) — 46 min 6 s | 0-1 0-2 0-3 1-3  | Gius (Masperi, Dalprà) — 14 min 26 s Dalprà — 18 min 44 s Mistrotofolo (Galtieri) — 31 min 2 s - | Arbitrage : Meghan Mallette Juges de lignes : Trine Phillipsen Jenna Puhakka |
| Sass (31 min 2 s) Mizera (26 min 42 s) | Gardiens                              | Klotz            |                                                                                                  | Arbitrage : Meghan Mallette Juges de lignes : Trine Phillipsen Jenna Puhakka |
| 12 min                                 | Pénalités                             | 12 min           |                                                                                                  | Arbitrage : Meghan Mallette Juges de lignes : Trine Phillipsen Jenna Puhakka |
| 12                                     | Tirs                                  | 24               |                                                                                                  | Arbitrage : Meghan Mallette Juges de lignes : Trine Phillipsen Jenna Puhakka |

| 12 avril 2017 | Kazakhstan | 4-2 (1-0, 0-1, 3-1) | Slovaquie | Spodek 65 spectateurs |

| Feuille de match | Feuille de match | Feuille de match        | Feuille de match                                                                   | Feuille de match                                                             |
| ---------------- | --- | ----------------------- | ---------------------------------------------------------------------------------- | ---------------------------------------------------------------------------- |
|                  | Nurgalieva (Fux) — 14 min 1 s - Kartanbayeva (Shegebayeva) — 48 min 28 s - Tukhtieva (Likhaus, Fux) — 50 min 34 s Tukhtieva (Fux) — 57 min 7 s | 1-0 1-1 2-1 2-2 3-2 4-2 | - Ihnaťová (Cagáňová, Klimešová) — 26 min 1 s - Košecká (Kežmarská) — 50 min 4 s - | Arbitrage : Meghan Mallette Juges de lignes : Trine Phillipsen Jenna Puhakka |
| Dmitrieva        | Gardiens | Kiapešová               |                                                                                    | Arbitrage : Meghan Mallette Juges de lignes : Trine Phillipsen Jenna Puhakka |
| 6 min            | Pénalités | 4 min                   |                                                                                    | Arbitrage : Meghan Mallette Juges de lignes : Trine Phillipsen Jenna Puhakka |
| 18               | Tirs | 28                      |                                                                                    | Arbitrage : Meghan Mallette Juges de lignes : Trine Phillipsen Jenna Puhakka |

| 12 avril 2017 | Italie | 1-2 (TB) (0-0, 0-1, 1-0, 0-0, 0-1) | Chine | Spodek 80 spectateurs |

| Feuille de match | Feuille de match                                  | Feuille de match | Feuille de match                     | Feuille de match                                                               |
| ---------------- | ------------------------------------------------- | ---------------- | ------------------------------------ | ------------------------------------------------------------------------------ |
|                  | - Furlani (Mattivi, Elliscasis) — 50 min 1 s (SN) | 0-1 1-1 1-2      | Lu (Ju, Zhang M.) - Yu — 65 min (TB) | Arbitrage : Ulrike Winklmayr Juges de lignes : Daniela Kiefer Joanna Pobożniak |
| Mazzocchi        | Gardiens                                          | Wang             |                                      | Arbitrage : Ulrike Winklmayr Juges de lignes : Daniela Kiefer Joanna Pobożniak |
| 8 min            | Pénalités                                         | 6 min            |                                      | Arbitrage : Ulrike Winklmayr Juges de lignes : Daniela Kiefer Joanna Pobożniak |
| 22               | Tirs                                              | 34               |                                      | Arbitrage : Ulrike Winklmayr Juges de lignes : Daniela Kiefer Joanna Pobożniak |

| 12 avril 2017 | Lituanie | 5-4 (3-1, 1-2, 1-1) | Pologne | Spodek 540 spectateurs |

| Feuille de match | Feuille de match | Feuille de match                    | Feuille de match | Feuille de match                                                        |
| ---------------- | --- | ----------------------------------- | --- | ----------------------------------------------------------------------- |
|                  | Kublina (Dekmeijere-Trigubova, Miljone) — 38 s - Pētersone (Stengrevica) — 10 min 22 s Mihejenko (Miljone) — 18 min 58 s (SN) - Miljone — 31 min 49 s - Ai. Apsīte (Pētersone) — 58 min 33 s | 1-0 1-1 2-1 3-1 3-2 4-2 4-3 4-4 5-4 | - Późniewska (Czaplik) — 2 min 36 s - Cygan (Czaplik) — 22 min 34 s (SN) - Późniewska (Frąckowiak) — 32 min 41 s Bigos — 49 min 47 s - | Arbitrage : Maria Füchsel Juges de lignes : Marine Dinant Diana Mokhova |
| K. Apsīte        | Gardiens | Mizera                              | | Arbitrage : Maria Füchsel Juges de lignes : Marine Dinant Diana Mokhova |
| 22 min           | Pénalités | 16 min                              | | Arbitrage : Maria Füchsel Juges de lignes : Marine Dinant Diana Mokhova |
| 28               | Tirs | 38                                  | | Arbitrage : Maria Füchsel Juges de lignes : Marine Dinant Diana Mokhova |

| 14 avril 2017 | Kazakhstan | 2-1 (1-0, 1-1, 0-0) | Italie | Spodek 80 spectateurs |

| Feuille de match | Feuille de match                                                               | Feuille de match | Feuille de match                                  | Feuille de match                                                          |
| ---------------- | ------------------------------------------------------------------------------ | ---------------- | ------------------------------------------------- | ------------------------------------------------------------------------- |
|                  | Aldabergenova (Fux, Ryspek) — 14 min 55 s - Fux (Tukhtieva) — 32 min 38 s (SN) | 1-0 1-1 2-1      | - Stocker (Furlani, Mattivi) — 25 min 35 s (SN) - | Arbitrage : Ainslie Gardner Juges de lignes : Marine Dinant Diana Mokhova |
| Dmitrieva        | Gardiens                                                                       | Mazzocchi        |                                                   | Arbitrage : Ainslie Gardner Juges de lignes : Marine Dinant Diana Mokhova |
| 10 min           | Pénalités                                                                      | 12 min           |                                                   | Arbitrage : Ainslie Gardner Juges de lignes : Marine Dinant Diana Mokhova |
| 14               | Tirs                                                                           | 28               |                                                   | Arbitrage : Ainslie Gardner Juges de lignes : Marine Dinant Diana Mokhova |

| 14 avril 2017 | Slovaquie | 8-0 (1-0, 4-0, 3-0) | Lituanie | Spodek 124 spectateurs |

| Feuille de match | Feuille de match | Feuille de match                | Feuille de match | Feuille de match                                                           |
| ---------------- | --- | ------------------------------- | ---------------- | -------------------------------------------------------------------------- |
|                  | Čupková — 4 min 20 s Ihnaťová (Čupková) — 26 min 13 s (SN) Kapustová — 31 min 8 s (SN) Frühauf — 33 min 2 s (SN) Čupková (Kapustová) — 38 min 54 s Ihnaťová (Čupková) — 43 min 33 s Drábeková (Čupková, Kapustová) — 54 min 18 s (SN) Maskaľová (Fáberová) — 55 min 42 s | 1-0 2-0 3-0 4-0 5-0 6-0 7-0 8-0 | -                | Arbitrage : Maria Füchsel Juges de lignes : Joanna Pobożniak Jenna Puhakka |
| Kiapešová        | Gardiens | K. Apsīte                       |                  | Arbitrage : Maria Füchsel Juges de lignes : Joanna Pobożniak Jenna Puhakka |
| 12 min           | Pénalités | 16 min                          |                  | Arbitrage : Maria Füchsel Juges de lignes : Joanna Pobożniak Jenna Puhakka |
| 32               | Tirs | 14                              |                  | Arbitrage : Maria Füchsel Juges de lignes : Joanna Pobożniak Jenna Puhakka |

| 14 avril 2017 | Chine | 6-0 (1-0, 4-0, 1-0) | Pologne | Spodek 820 spectateurs |

| Feuille de match | Feuille de match | Feuille de match                        | Feuille de match | Feuille de match                                                              |
| ---------------- | --- | --------------------------------------- | ---------------- | ----------------------------------------------------------------------------- |
|                  | Kong (Zhang M.) — 15 min 14 s Fang (Deng) — 21 min 2 s Tian (Guan, Deng) — 23 min 56 s Deng (Yu) — 25 min 39 s He X. (Kong) — 39 min 49 s Tian (Fang) — 49 min 44 s (SN) | 1-0 2-0 3-0 4-0 5-0 6-0                 | -                | Arbitrage : Meghan Mallette Juges de lignes : Daniela Kiefer Trine Phillipsen |
| Wang             | Gardiens | Sass (26 min 23 s) Mizera (33 min 37 s) |                  | Arbitrage : Meghan Mallette Juges de lignes : Daniela Kiefer Trine Phillipsen |
| 0 min            | Pénalités | 6 min                                   |                  | Arbitrage : Meghan Mallette Juges de lignes : Daniela Kiefer Trine Phillipsen |
| 36               | Tirs | 19                                      |                  | Arbitrage : Meghan Mallette Juges de lignes : Daniela Kiefer Trine Phillipsen |

## Classement
Pour les significations des abréviations, voir statistiques du hockey sur glace.
| Clt   | Équipe        | PJ | V | VP | D | DP | BP | BC | Diff | Pts |
| ----- | ------------- | -- | - | -- | - | -- | -- | -- | ---- | --- |
| +001, | Slovaquie (R) | 5  | 4 | 0  | 1 | 0  | 22 | 9  | +13  | 12  |
| +002, | Kazakhstan    | 5  | 3 | 0  | 1 | 1  | 11 | 10 | +1   | 10  |
| +003, | Lettonie      | 5  | 3 | 0  | 2 | 0  | 13 | 17 | -4   | 9   |
| +004, | Chine         | 5  | 2 | 1  | 2 | 0  | 13 | 6  | +7   | 8   |
| +005, | Italie        | 5  | 1 | 0  | 3 | 1  | 8  | 12 | -4   | 4   |
| +006, | Pologne (P)   | 5  | 0 | 1  | 4 | 0  | 11 | 24 | -13  | 2   |

- Promu en Division IA en 2018
- Relégué en Division IIA en 2018[1],[2]

## Récompenses individuelles
Les 3 meilleures joueuses désignées par l'IIHF :
- Meilleure gardienne : Daria Dmitrieva (Kazakhstan)
- Meilleure défenseuse : Iveta Klimášová (Slovaquie)
- Meilleure attaquante : Līga Miljone (Lettonie)

## Statistiques individuelles
Pour les significations des abréviations, voir statistiques du hockey sur glace.
| Clt | Joueuse             | Équipe     | PJ | B | A | Pts | Pun | +/- |
| --- | ------------------- | ---------- | -- | - | - | --- | --- | --- |
| 1   | Nicol Čupková       | Slovaquie  | 5  | 7 | 4 | 11  | 4   | +4  |
| 2   | Līga Miljone        | Lettonie   | 5  | 5 | 5 | 10  | 14  | +4  |
| 3   | Vikoria Ihnaťová    | Slovaquie  | 5  | 4 | 3 | 7   | 6   | +3  |
| 4   | Alyona Fux          | Kazakhstan | 5  | 3 | 4 | 7   | 6   | +4  |
| 5   | Fang Xin            | Chine      | 5  | 3 | 3 | 6   | 0   | +2  |
| 6   | Jana Kapustova      | Slovaquie  | 4  | 1 | 5 | 6   | 4   | +5  |
| 7   | Karolina Późniewska | Pologne    | 5  | 2 | 3 | 5   | 2   | +1  |
| 8   | Eleonora Dalpra     | Italie     | 5  | 3 | 1 | 4   | 10  | -2  |
| 8   | Ieva Pētersone      | Lettonie   | 5  | 3 | 1 | 4   | 2   | -3  |
| 10  | Zhang Mengying      | Chine      | 5  | 2 | 2 | 4   | 0   | +3  |

| Clt | Joueur           | Équipe     | PJ | Min          | BC | Moy  | %Arr  | Bl |
| --- | ---------------- | ---------- | -- | ------------ | -- | ---- | ----- | -- |
| 1   | Wang Yuqing      | Chine      | 5  | 303 min 46 s | 6  | 1,19 | 94,59 | 2  |
| 2   | Daria Dmitrieva  | Kazakhstan | 5  | 305 min 0 s  | 10 | 1,97 | 91,74 | 0  |
| 3   | Romana Kiapešová | Slovaquie  | 5  | 299 min 58 s | 9  | 1,80 | 90,43 | 1  |
| 4   | Kristiana Apsite | Lettonie   | 5  | 299 min 48 s | 17 | 3,40 | 90,17 | 0  |
| 5   | Giulia Mazzocchi | Italie     | 3  | 182 min 33 s | 7  | 2,30 | 90,14 | 0  |
| 6   | Martyna Sass     | Pologne    | 4  | 182 min 25 s | 17 | 5,59 | 82,65 | 0  |

Pour les significations des abréviations, voir statistiques du hockey sur glace.
Nota : seules sont classées les gardiennes ayant joué au minimum 40 % du temps de jeu de leur équipe.